# Université Deakin

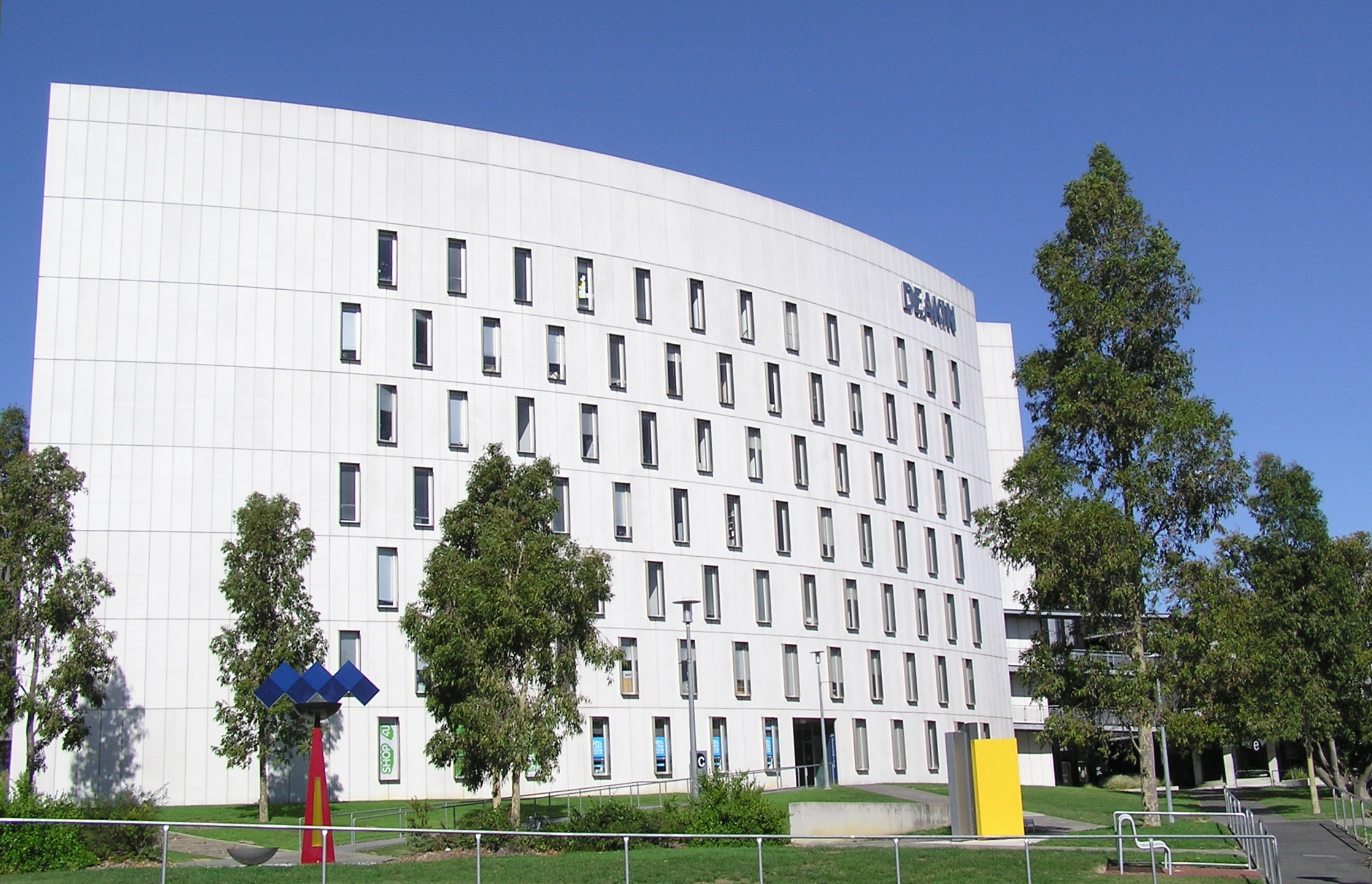
Le campus de Burwood à Melbourne de l'université Deakin.

Pour les articles homonymes, voir Deakin (homonymie).
L'université Deakin (en anglais: Deakin University) est une université publique australienne, ayant accueilli près de 60,000 étudiants de l'enseignement supérieur en 2024. C'est l'une des meilleures universités du monde selon le classement mondial des universités QS et le classement ARWU,.  Elle doit son nom à Alfred Deakin, le deuxième premier ministre d'Australie. Elle possède des campus à Geelong, Melbourne et Warrnambool au Victoria.

## Histoire
La fondation de l'université remonte à la création du Collège technique Gordon en 1887, puis en 1974, elle a fusionné avec le Collège d'État de Geelong pour former l'Université Deakin.
Dans son rapport du 14 décembre 1973, la commission des universités recommanda au gouvernement fédéral australien que l'université soit implantée à Geelong. La création de l'université fut approuvée par la loi Deakin University Act 1974. Act No. 8610/1974,.
Deakin n'a eu qu'un seul campus pendant environ quinze ans, jusqu'à ce que la réforme Dawkins du gouvernement fédéral ne révolutionne l'enseignement supérieur à la fin des années 1980. À la suite de cette réforme, Deakin a accru sa taille en fusionnant avec l'Institut Warrnambool de l'enseignement supérieur en août 1990 et la plus grande partie du Collège d'enseignement supérieur du Victoria en décembre 1991. 
Dans les années 1980 et au début des années 1990, les habitants de Geelong débattaient sur le sort des anciens entrepôts de laine, entrepôts délabrés situés sur le front de mer dans la partie historique de la ville qui était en cours de rénovation. Certains bâtiments furent démolis en dépit d'un tollé communautaire et le sort des autres bâtiments resta incertain jusqu'à ce que l'Université Deakin n'acquière le site pour un nouveau campus. D'importants travaux de rénovation ont eu lieu sur plusieurs années et, en 1997, le campus Woolstores (maintenant  dénommé le campus du front de mer de Geelong) a ouvert. 
Le résultat de cette évolution fut la création d'un ensemble de campus s'étendant sur 300 kilomètres de long et occupant six sites dans les villes de Melbourne (Burwood, "Rusden" (à Clayton) et "Toorak" ( à Malvern)), Geelong (Waurn Ponds et front de mer de Geelong) et Warrnambool. 
Au début des années 2000, l'université a décidé de fermer le campus Rusden, qui abritait essentiellement le Département des sciences de l'environnement. Le campus a progressivement fermé entre 2001 et 2003, et les étudiants et les cours ont été transférés au campus Burwood qui avait été largement réaménagé. Les bâtiments de Rusden ont été convertis en logements étudiants et font désormais partie du campus Clayton de l'Université Monash. 
En 2007, le Campus Toorak à Malvern a été à son tour fermé et vendu. Ses cours ont été transférés au campus Burwood. 
Le 1er mai 2008, la troisième école de médecine du Victoria a été officiellement inaugurée par le Premier ministre d'Australie Kevin Rudd et le premier ministre du Victoria John Brumby. Il y a maintenant trois facultés de médecine au Victoria la première étant à l'Université de Melbourne (créée en 1862) et la seconde à l'Université Monash (créée en 1958).